# Crocanthes prasinopis
Crocanthes prasinopis là một loài bướm đêm thuộc họ Lecithoceridae. Nó được tìm thấy ở Úc, bao gồm Tasmania.